# Джин Нідеч
Джин Евелін Нідеч, до шлюбу Слуцька (12 жовтня 1923 — 29 квітня 2015) — американська підприємиця, засновниця організації Weight Watchers.

## Ранні роки
Народилася 12 жовтня 1923 в нью-йоркському районі Бруклін у сім'ї Девіда і Мей Слуцькі. Батьки походили з робітничої родини. Батько працював водієм таксі, мати — майстром манікюру. Закінчивши середню школу для дівчат у Бедфорді, академічні таланти Джин привели її до пропозиції стипендії в Університеті Лонг-Айленда. Натомість вона вирішила відвідувати міський коледж Нью-Йорка, де здобула спеціальність ділового адміністрування.

## Кар'єра
Кар'єру почала, кинувши школу після смерті батька в 1942 році. Забезпечуючи сім'ю, Джин почала працювати в компанії Mullin Furniture Company, де заробляла лише 10 доларів на тиждень (177 доларів у 2022 році). Потім працювала у видавничій компанії Man O'War, де виготовляла аркуші для гравців на конях. Пізніше знайшла роботу в Службі внутрішніх доходів.
Після зустрічі з Марті Нідечем у Службі внутрішніх доходів вони одружилися 20 квітня 1947. Після кількох місяців шлюбу пара переїхала до Талси, штат Оклахома, де чоловік міг влаштуватися кредитним менеджером. Після того, як його менш ніж за рік підвищили до менеджера магазину в Уоррені, штат Пенсільванія, вони переїхали вдруге.
У лютому 1952 сім'я повернулася в Нью-Йорк, де чоловік влаштувався водієм автобуса. Джин залишилася вдома як мати та домогосподарка. Водночас вона брала участь у багатьох благодійних організаціях у регіоні, розвинувши навички, які використала пізніше, щоб зробити Weight Watchers глобальним брендом.
Джин все життя боролася зі своєю вагою. Її труднощі привели її до клініки Департаменту охорони здоров'я Нью-Йорка з лікування ожиріння, де їй сказали, що їй потрібно буде почати сувору дієту. Розчарована і не дотримуючись наданого плану, натомість вона запросила шістьох жінок із зайвою вагою до себе додому, де вони могли зустрічатися щотижня для обговорення своїх труднощів зі схуднення та для обміну порадами щодо дієти. Для цих зустрічей потрібно було виконати лише одне правило, яке полягало в тому, що жінки мали проконсультуватися зі своїми лікарями, перш ніж увійти в її групу підтримки. Цього правила Weight Watchers продовжують дотримуватися донині. Ця група підтримки стала початком того, що незабаром стане Weight Watchers, оскільки Джин створила свою групу в 1963 році.
Бренд стрімко розвивався.
У 1973 році Джин Нідеч вирішила піти з компанії. У 1978 компанія була продана JD Heinz за 71,2 мільйона доларів. За свої акції компанії Нідеч отримала близько 7 мільйонів доларів та підписала договір про заборону конкуренції, згідно з яким вона ніколи не засновуватиме іншу компанію зі схуднення. Вона стала обличчям компанії та продовжила бути її консультанткою.

## Смерть
Джин Нідеч померла 29 квітня 2015 природною смертю у своєму будинку в Паркленді, штат Флорида.